# Giulești (Bucarest)
Pour les articles homonymes, voir Giulești.
Giulești est un quartier du nord-ouest de Bucarest, situé dans le Secteur 6. Le Stade Rapid-Giulești, le Théâtre Giulești, le Podul Grant sont situés à Giulești. En outre, les gares de triage Grivița et Lacul Morii sont situées à proximité.

## Histoire
La région a été habitée pendant des millénaires et donne son nom à la culture Giulești-Boian, la phase médiane de la culture Boian, qui a habité au IVe millénaire av. J.-C. Muntenia et plus tard étendu au sud de la Moldavie et au sud de la Transylvanie.

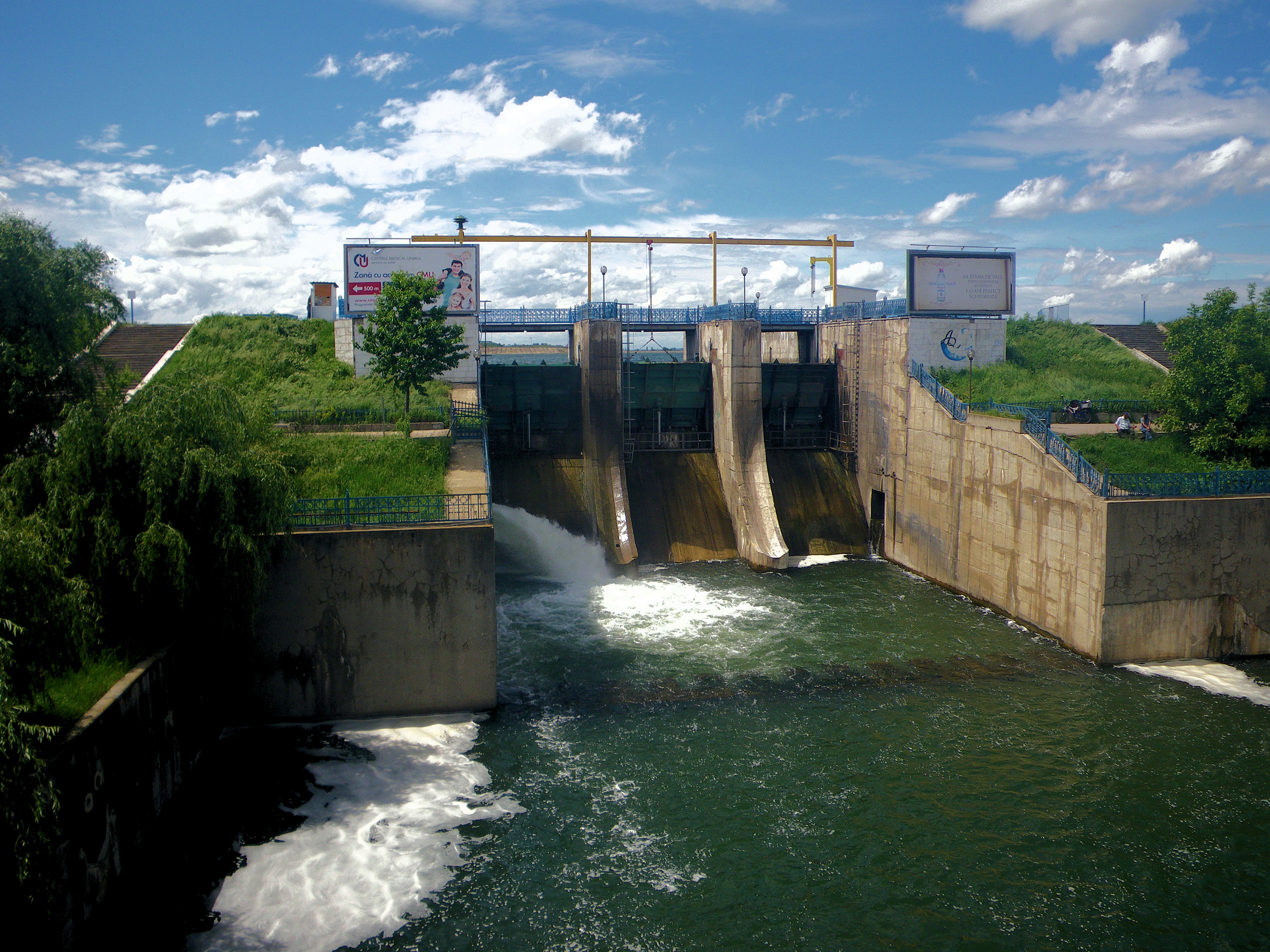
Lacul Morii

Au Moyen Âge, c'était un village, plus tard incorporé à la commune Chiajna, et absorbé par Bucarest en 1939. Au début des années 1960, un certain nombre de immeubles d'appartements de 4 étages ont été élevés à l'époque, initialement nommé comme le lotissement Constructorilor. Quelques années plus tard, sur l'avenue Giulesti, au milieu des années 1960, des immeubles d'appartements de 8 étages ont été construits, ainsi que le marché Prunaru à côté du stade. Ce n'est que dans les années 1980 que les démolitions massives ont commencé, remplaçant les vieilles maisons par des immeubles standardisés. De nos jours, seules quelques maisons restent debout car le quartier est dominé par ces immeubles d'habitation.

## Monuments notables
Le Stade Rapid-Giulești (officiellement "Rapid Arena") est le siège du club de football Rapid Bucarest, l'une des équipes les plus appréciées de Roumanie.
- Stade Rapid-Giulești
- Théâtre Giulesti
- Podul Grant
- Grivița
- Lacul Morii